# Jacques Saint-Yves
Jacques Saint-Yves, né le 26 février 1968 à Paris, est un violoniste et chef d'orchestre français.

## Études
Jacques Saint-Yves commence l'étude de la musique dans l'école de violon d'Alfred Loewenguth. Il entre par la suite au Conservatoire national supérieur de musique de Paris où il a reçu plusieurs premiers prix, en violon (dans la classe de Pierre Doukan), en musique de chambre, en harmonie, contrepoint et fugue.
Parallèlement à ses études au conservatoire, il suit les cours de l'Université de la Sorbonne où il obtient une Licence de musicologie . Il se perfectionne ensuite avec des musiciens de grande renommée comme Jean Mouillère, Jean-Jacques Kantorow, Veda Reynolds, Ilona Feher.

## Carrière
Membre solo de l'Ensemble 2e2m de 1993 à 1998, il crée de nombreuses œuvres contemporaines en tant que soliste ou partenaire de musique de chambre. Il collabore ainsi avec les compositeurs Pascal Dusapin, Eric Tanguy, Charles Chaynes, Thierry Escaich, Bernard Cavanna. Il crée en 1993 avec François Weigel le Quatuor Strauss qui se produit au Théâtre du Châtelet et sur Radio France. 
Il devient par la suite directeur artistique et musical de l'Orchestre de Chambre du Luxembourg en 2010. Régulièrement invité par l'Orchestre de Dijon-Bourgogne, il s'est produit avec Patrice Fontanarosa, Alain Meunier, Emile Naoumoff, Bruno Pasquier, Jérôme Pernoo.
Personnalité atypique et multiple, il n'hésite pas à quitter l'univers du concert classique traditionnel pour travailler auprès de musiciens d'origines culturelles différentes, avec des danseurs, des mimes, des acteurs ou metteurs en scènes, comme dans la création du spectacle des 24 Caprices de Paganini pour violon seul à bord de la Péniche Opéra mise en scène par Mireille Larroche. Il collabore également avec des musiciens de jazz comme Louis Sclavis, François Corneloup, Jean-Philippe Goude ou l'Ensemble musical Sprezzatura fondé par Sébastien Fournier qui propose la fusion de musiques médiévales, baroques, de jazz et de musiques du monde.
Il intervient en tant que professeur de violon, de musique de chambre, d'écriture et d'analyse musicale, d'harmonie au clavier et de direction d'ensembles instrumentaux auprès du Conservatoire à rayonnement régional de Paris, du Conservatoire national supérieur de musique et de danse de Paris et de l'Université Paris IV La Sorbonne.
Le 15 novembre 2024, il est jugé coupable de harcèlement sexuel envers trois de ses anciennes élèves par le Tribunal de Bobigny, pour des faits ayant eu lieu entre 2017 et 2022. Il conteste les faits et fait appel de la décision.

## Enregistrements
- Béla Bartók : Sonate pour violon et piano n°1 - Disque AGON (Pierre Verany) - PV720002 enregistré en 1996
- Arnold Schoenberg : Pierrot lunaire avec l'Ensemble 2e2m, Paul Méfano - Disque Forgotten Records 1191[11]

## Prix
Il a reçu le Prix Georges Enesco de la Société des auteurs, compositeurs et éditeurs de musique pour l'ensemble de son activité musicale.